# Corethromyces stilici
Corethromyces stilici Thaxt. – gatunek grzybów z rzędu owadorostowców (Laboulbeniales). Grzyby mikroskopijne, pasożyty owadów (grzyby entomopatogeniczne).

## Systematyka
Pozycja w klasyfikacji według Index Fungorum: Corethromyces, Laboulbeniaceae, Laboulbeniales, Laboulbeniomycetidae, Laboulbeniomycetes, Pezizomycotina, Ascomycota, Fungi.
Gatunek ten opisał w 1901 r. Roland Thaxter r. na owadzie Stilicus rufipes w Szwajcarii. Synonimy:
- Corethromyces stilici f. pygiphilus Speg. 1917
- Corethromyces stilici f. rectus Speg. 1917
- Corethromyces stilici f. verrucifer Speg. 1917[3]

## Charakterystyka
Jest pasożytem zewnętrznym. W Polsce Tomasz Majewski opisał jego występowanie na chrząszczu Rugilus ruficeps z rodziny kusakowatych (Staphylinidae).